# Брайсгау-Верхний Шварцвальд (район)
Брайсгау-Верхний Шварцвальд (нем. Breisgau-Hochschwarzwald) — район в Германии. Центр района — город Фрайбург-в-Брайсгау. Район входит в землю Баден-Вюртемберг. Подчинён административному округу Фрайбург. Занимает площадь 1378,33 км². Население — 251 345 чел, плотность населения — 182 человек/км².
Официальный код района — 08 3 15.
Район подразделяется на 50 общин. На части территории этого района, а также на части района города Лёррах располагается Маркгрефлерланд.

## Города и общины
Города
1. Бад-Кроцинген (17 270)
2. Брайзах-на-Рейне (14 158)
3. Хайтерсхайм (5833)
4. Лёффинген (7962)
5. Мюльхайм (18 155)
6. Нойенбург-на-Рейне (11 805)
7. Штауфен-им-Брайсгау (7756)
8. Зульцбург (2742)
9. Титизе-Нойштадт (11 968)
10. Фогтсбург (5765)

Объединения общин
Общины
1. Ау (1335)
2. Аугген (2462)
3. Баденвайлер (3904)
4. Бальрехтен-Доттинген (2206)
5. Бётцинген (5256)
6. Большвайль (2286)
7. Брайтнау (1961)
8. Бухенбах (3301)
9. Буггинген (3818)
10. Эбринген (2748)
11. Эренкирхен (6968)
12. Айхштеттен (3252)
13. Айзенбах (2270)
14. Эшбах (2265)
15. Фельдберг (1846)
16. Фриденвайлер (2058)
17. Глоттерталь (3066)
18. Готтенхайм (2449)
19. Гундельфинген (11 527)
20. Хартайм (4807)
21. Хойвайлер (993)
22. Хинтерцартен (2612)
23. Хорбен (1076)
24. Иринген (5913)
25. Кирхцартен (9765)
26. Ленцкирх (5114)
27. Марх (8812)
28. Мердинген (2601)
29. Мерцхаузен (4638)
30. Мюнстерталь (5211)
31. Оберрид (2871)
32. Пфаффенвайлер (2592)
33. Шальштадт (5802)
34. Шлухзе (2625)
35. Зёльден (1205)
36. Штеген (4398)
37. Санкт-Мерген (1923)
38. Санкт-Петер (2502)
39. Умкирх (5271)
40. Виттнау (1440)